# Stigmidium ascophylli
Stigmidium ascophylli är en lavart som först beskrevs av Cotton, och fick sitt nu gällande namn av Aptroot 2006. Stigmidium ascophylli ingår i släktet Stigmidium och familjen Mycosphaerellaceae.   Inga underarter finns listade i Catalogue of Life.
I den svenska databasen Dyntaxa används istället namnet Mycophycias ascophylli för samma taxon.  Arten är reproducerande i Sverige.